# Riserva naturale Isola di Varano
La riserva naturale Isola di Varano è un'area naturale protetta situata sulla striscia costiera che separa il Lago di Varano dal Mare Adriatico nei comuni di Cagnano Varano e Ischitella, in provincia di Foggia.
Istituita nel 1977, è una riserva naturale integrale, e occupa un'area di 145 ettari, all'interno del Parco nazionale del Gargano.

## Fauna
L'avifauna è molto ricca, come in tutte le zone umide d'Italia: numerosi cormorani (fino a 3000) vivono nella Foce Capoiale. Sono numerosi anche gli svassi maggiori e gli smerghi minori, un tipo di anatra che può raggiungere in volo orizzontale i 129 km/h.
Altri uccelli acquatici presenti sono la folaga e altre anatre dei paesi nordici, che passano qui l'inverno, come la moretta grigia e il quattrocchi comune. Si osservano varie specie di aironi, tipici a tutte le zone umide italiane: l'airone cinerino, l'airone rosso, la garzetta e l'airone bianco maggiore, che può essere spesso confuso con la garzetta. Molto semplicemente, l'airone bianco maggiore è più grande della garzetta e, d'inverno, presenta il becco giallo invece che quello nero della "cugina".

Immancabile è il martin pescatore, mentre sulle dune intorno al lago troviamo dei chiurli maggiori, dei beccaccini e dei cavalieri d'Italia, che qui nidificano anche.

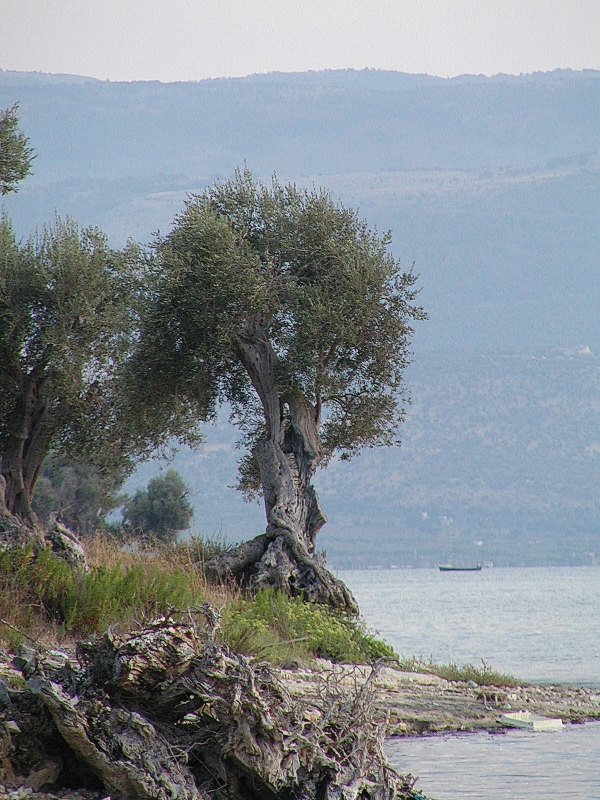
Un ulivo sulle coste del lago di Varano.

## Flora
La flora acquatica comprende numerose ninfee comuni e numerose canne di tutti i tipi: di palude, comuni. Sulla terraferma intorno al lago, prevale la macchia mediterranea soprattutto, insieme al salice piangente.
La costa è coperta da pini domestici, pini marittimi ed eucalipti.